# Tajmuraz Mamsurow

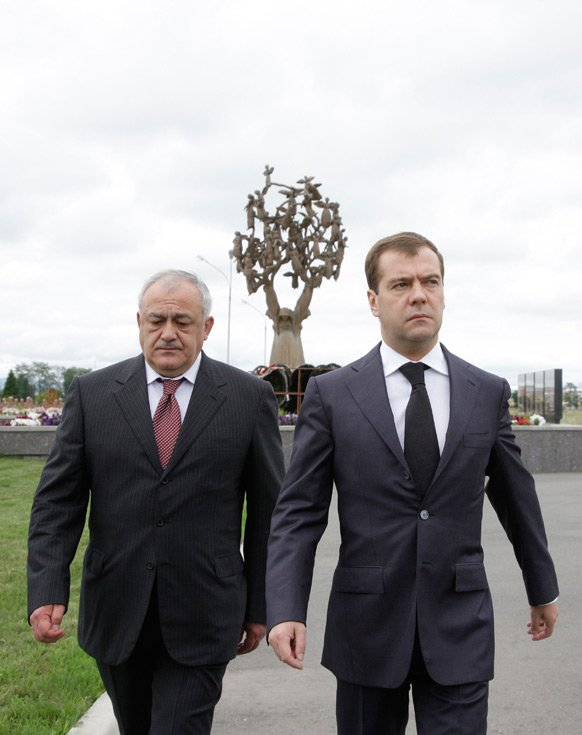
Tajmuraz Mamsurow (po lewej) wraz z Dmitrijem Miedwiediewem.

Tajmuraz Dzambekowicz Mamsurow (ros. Таймураз Дзамбекович Мамсуров, oset. Мамсыраты Дзамбеджы фырт Таймураз, ur. 13 kwietnia 1954 w Biesłanie) – osetyjski polityk, prezydent Republiki Osetia Północna-Alania w latach 2005–2015.

## Życiorys
W 1976 ukończył studia w zakresie budownictwa przemysłowego i lądowego w Północnokaukaskim Instytucie Górniczo-Hutniczym. W 1986 rozpoczął studia w aspiranturze Akademii Nauk Społecznych przy KC KPZR, trzy lata później uzyskał stopień kandydata nauk historycznych. W 2002 uzyskał stopień doktora nauk politycznych. W 2007 otrzymał tytuł profesora katedry socjologii i politologii Północnokaukaskiego Instytutu Górniczo-Hutniczego.
Od 1976 pracował w przedsiębiorstwie budowlanym „Siekawelewatorstroj”. W 1978 został pracownikiem aparatu Komsomołu, od 1982 był instruktorem wydziału organizacji komsomolskich KC Komsomołu w Moskwie. W 1983 objął stanowisko I sekretarza Komitetu Obwodowego Komsomołu w Północnej Osetii. Po 1989 pracował jako inspektor północnoosetyjskiego Komitetu Obwodowego KPZR, a od 1990 był przewodniczącym Komitetu Wykonawczego Rady Deputowanych Ludowych rejonu prawobrzeżnego.
W 1994 został wybrany na pierwszego wiceprzewodniczącego Rady Najwyższej Republiki Osetia Północna-Alania. Rok później objął stanowisko szefa administracji samorządu rejonu prawobrzeżnego. Od 1998 do 2000 stał na czele rządu republiki. 19 października 2000 wybrano go na przewodniczącego Parlamentu Osetii Północnej.
7 czerwca 2005 Parlament Osetii Północnej zatwierdził jego kandydaturę na stanowisko prezydenta republiki.
W marcu 2002 został wybrany sekretarzem Rady Politycznej północnoosetyjskiej organizacji partyjnej Jednej Rosji. 17 grudnia 2007 wszedł w skład Wyższej Rady partii.